# Roemeens voetbalkampioenschap 1921/22
In 1921/22 werd het tiende kampioenschap in Roemenië georganiseerd. Het systeem werd veranderd. Zeven regionale kampioenen namen deel aan het kampioenschap dat duurde van 27 augustus tot 17 september.

## Deelnemers
| Regio        | Kampioen                  |
| ------------ | ------------------------- |
| Arad         | AMEF Arad                 |
| Boekarest    | Tricolor Boekarest        |
| Brașov-Sibiu | Societatea Sportivă Sibiu |
| Cernăuți     | Polonia Cernăuți          |
| Cluj         | Victoria Cluj             |
| Oradea       | Stăruința Oradea          |
| Timișoara    | Chinezul Timișoara        |

## Uitslagen

### Kwartfinale
| Thuisploeg         | – | Uitploeg                  | Uitslag               |
| ------------------ | - | ------------------------- | --------------------- |
| Chinezul Timișoara | – | Societatea Sportivă Sibiu | 1                     |
| Polonia Cernăuți   | – | Tricolor Boekarest        | 0:1 (0:0)             |
| Stăruința Oradea   | – | Victoria Cluj             | 2:2 (1:1), 0:2 (0:0)2 |

AMEF Arad had een bye.
1 Sibiu gaf forfait.
2 De replay werd in Cluj gespeeld.

### Halve finale
| Thuisploeg         | – | Uitploeg           | Uitslag   |
| ------------------ | - | ------------------ | --------- |
| Chinezul Timișoara | – | AMEF Arad          | 2:1 (1:0) |
| Victoria Cluj      | – | Tricolor Boekarest | 1         |

1 Boekarest gaf forfait.

### Finale
| Thuisploeg         | – | Uitploeg      | Uitslag   |
| ------------------ | - | ------------- | --------- |
| Chinezul Timișoara | – | Victoria Cluj | 5:1 (2:1) |